# Sonja Nissenbaum
Sonja Helene Nissenbaum (ur. 22 listopada 1929, zm. 6 października 2018) – żydowska filantropka, w latach 2002–2018 prezes Fundacji Rodziny Nissenbaumów.

## Życiorys
Po II wojnie światowej poznała w Konstancji, Sigmunda Nissenbauma, którego następnie poślubiła. Sonja i Sigmund doczekali się trojga dzieci: Beniamina, Oriny i Gideona. W 1983 roku Sigmund i Sonja założyli Fundację Rodziny Nissenbaumów, zajmującą się ratowaniem dziedzictwa żydowskiego w Polsce. Po śmierci Sigmunda w 2001, zgodnie z jego wolą objęła funkcję prezesa Fundacji Rodziny Nissenbaumów, którą piastowała do śmierci w dniu 6 października 2018. Jako prezes Fundacji między innymi wielokrotnie wspierała działalność edukacyjną Muzeum Historii Żydów Polskich w Warszawie.